# Karmøy
Karmøy är en ö som utgör större delen av Karmøy kommun i Rogaland fylke i sydvästra Norge. Ön ligger norr om Boknafjordens mynning med sin norra spets strax utanför staden Haugesund. Den är cirka 30 kilometer lång, upp till 9 kilometer bred och är med en yta på 176,8 kvadratkilometer den största ön i Rogaland fylke. Ön har 33 027 invånare (2020), vilket gör den till södra Norges folkrikaste ö. Den har haft en stor befolkningstillväxt sedan 1960-talet.
Karmøy är ansluten till fastlandet genom Karmsundsbron, där Europaväg 134 korsar Karmsundet. Denna leder hela vägen till Haugesunds flygplats, Karmøy, som ligger på Helganeset på västra sidan av ön. Den viktigaste nord-sydliga förbindelsen över Karmøya är fylkesväg 547 som följer öns västra sida från Skudeneshavn norrut till Åkrehamn där den korsar till Kopervik på östra sidan. Härifrån följer vägen östra sidan till E134 i Våge.
2013 öppnades Karmøytunneln under Karmsundet och Førresfjorden, en del av den så kallade T-förbindelsen. Detta ger den södra delen av Karmøy en direkt förbindelse österut till Europaväg 39 i Tysværs kommun, samtidigt som den vid en korsning på ön Fosen mellan Karmsundet och Førresfjorden ger en förbindelse norrut till fastlandsdelen av Karmøy kommun utanför Haugesund (fylkesväg 554).
Namnet Karmøy kommer från fornnordiskans Kǫrmt, genitiv Karmtar, som troligen är en härledning av karmr, "den som bildar en ram", här med betydelsen "skydd mot havet".